# Station Weener

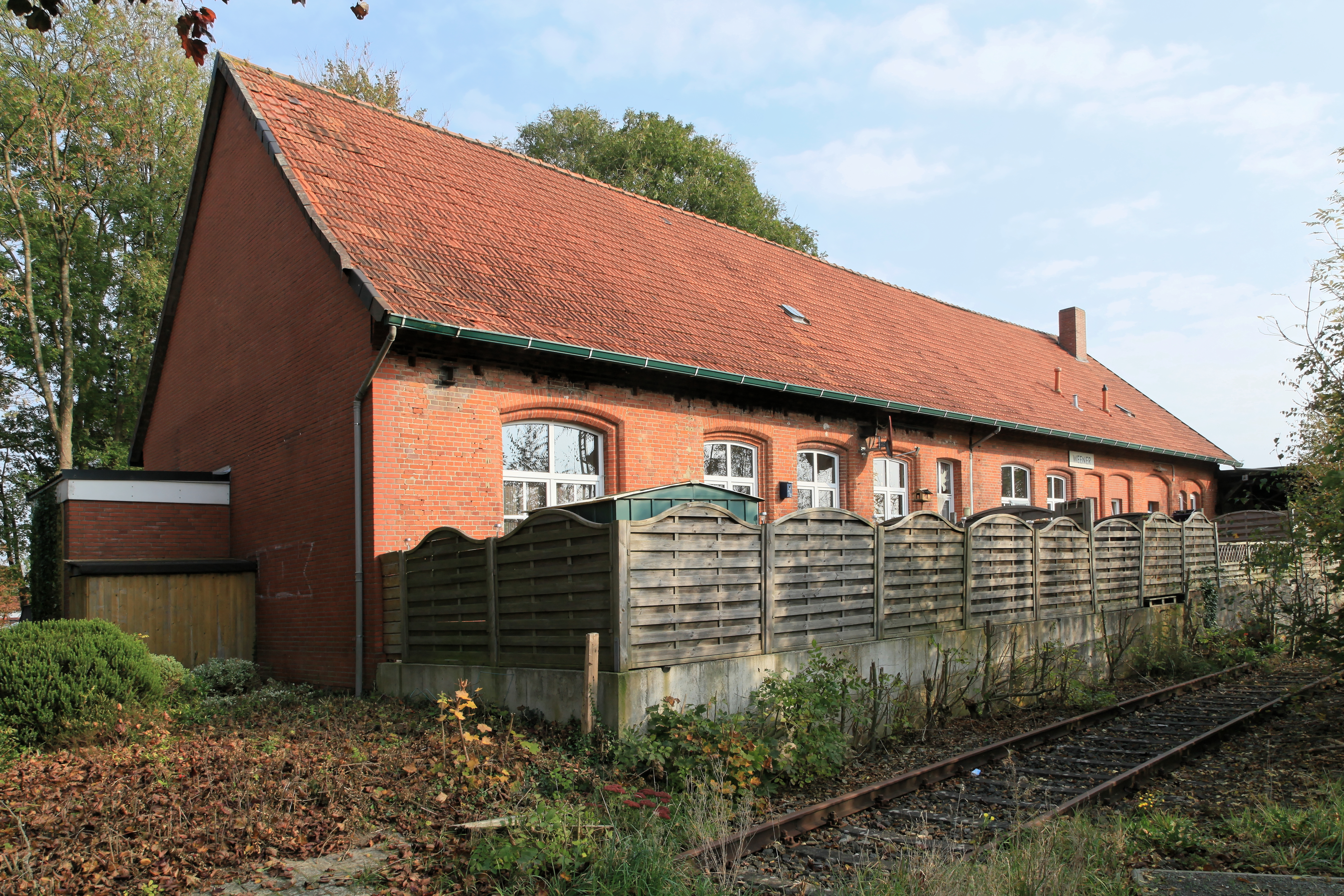
Voormalig stationsgebouw van Weener (2012)

Station Weener (Haltepunkt Weener) is een halte langs de spoorlijn (Groningen -) Nieuweschans - Ihrhove (- Leer), gelegen in Weener in de Duitse deelstaat Nedersaksen. Het station is geopend op 26 november 1876. Door verschillende seinsystemen en oude, alleen in eigen land toegelaten materieel moest er bij de grens overgestapt worden. Door de lage reizigersaantallen werd het vervoer op het Duitse traject in de jaren 90 gestaakt.
De spoorlijn is tussen 2000 en 2002 gerenoveerd. Voor station Weener betekent dit dat er tussen oude gebouwen en verlaten emplacementen één perron en één spoor zijn gerenoveerd. Vanaf het spoor zijn er geen wissels meer naar de ernaast gelegen in onbruik geraakte sporen. Ook het stationsgebouw wordt niet meer als zodanig gebruikt.

## Indeling
Het enige perron is niet overkapt, maar heeft een abri. Het perron is te bereiken vanaf de straat Am Bahnhof, aan deze weg ligt ook de bushalte van het station. Aan het einde van de straat is er een parkeerterrein. Het station behoort, met de stations Leer, Gronau (Westf), Praest, Emmerich, Emmerich-Elten, Aachen Hbf, Aachen West, Herzogenrath, Visé, Bressoux en Liège-Guillemins, tot de weinige met een in- en uitcheckpaal van Arriva voor de OV-chipkaart buiten Nederland.

## Verbindingen
Op de lijndienst Groningen - Leer (Ostfriesl) via Weener v.v. rijdt maandag t/m zondag elk uur een trein (tot december 2015 was dit op zondag elke twee uur). De exploitatie wordt sinds 11 december 2005 verzorgd door Arriva.
| Serie            | Treinsoort         | Route                                                      | Bijzonderheden |
| ---------------- | ------------------ | ---------------------------------------------------------- | --- |
| 20100 RS 6 RB 57 | Stoptrein (Arriva) | Groningen – Zuidbroek – Bad Nieuweschans – Weener – ‒ Leer | Ook wel Wiederline genoemd. Vanwege brugschade geen treinverkeer mogelijk tussen Weener en Leer. Op dit traject rijdt lijnbus 620 van Weser-Ems Bus. Er rijden ook Arrivabussen tussen Groningen en Leer v.v. |

## Treindienst naar Leer
Het station is tijdelijk het eindpunt van de trein doordat de Friesenbrücke in de avond van 3 december 2015 werd geramd door het vrachtschip Emsmoon, waardoor de brug voor onbepaalde tijd gesloten is (hervatting is gepland op 25 augustus 2025 (stand per 01-11-2024)) voor al het verkeer. Station Weener ligt aan de westelijke zijde van de brug, maar het beveiligingssysteem op de spoorlijn liet keren in Weener niet toe. Daarom reden de treinen naar Leer niet verder dan station Bad Nieuweschans en was er een busverbinding tussen Nieuweschans en Leer. Sinds 30 oktober 2016 is de beveiliging aangepast. Er is nu een stootblok en Weener is vanuit Nederland per trein weer bereikbaar.
Buslijn 620 van Weser-Ems-Bus zorgt voor de verbinding tussen Weener en Leer. De rechtstreekse snelbus die ter vervanging van de verstoorde treindienst rijdt tussen Groningen en Leer stopt niet in Weener. Door werkzaamheden rijdt er van 1 april 2024 tot medio 2025 geen trein naar Weener en rijdt buslijn 620 vanuit Bad Nieuweschans.
0,0: Ihrhove ·
5,7: Hilkenborg ·
8,0: Weener ·
11,2: Möhlenwarf ·
13,2: Bunde (Ostfriesl) ·
18,3: Bad Nieuweschans